# Castro de Filabres
Castro de Filabres – gmina w Hiszpanii, w prowincji Almería, w Andaluzji, o powierzchni 29,24 km². W 2011 roku gmina liczyła 157 mieszkańców.